# 電磁パルス
電磁パルス（でんじパルス、英: electromagnetic pulse）は、パルス状の電磁波であり、EMPと略されることがある。

## 概要
原理的にはパルス状の大電流によって発生させることができるが、特に地球の高層大気において核爆発により発生するものが、地上に著しい影響をもたらすものとして議論されるため、特にそれについて扱う。
核爆発の強烈なガンマ線や、β線やα線などの粒子線が高層大気中を通過すると、その相互作用によって、広域にわたって光電効果や電離作用を発現させ、光電子やオージェ電子、イオンが多量に生成される。生成された電子は電子拡散を生じ、地磁気によって回転運動してシンクロトロン放射をしたり、物質との衝突によって制動放射を起こす事によって広い帯域の電磁波が放出される。また、一部の電子は地表に達してサージ電流を発生させる。これは低エネルギーの宇宙線による空気シャワーと同様の原理による。また影響範囲と強度に関しては、おおよそ、影響範囲の半径の逆二乗で弱くなるというトレードオフがある。すなわち、低高度の核爆発では電磁パルスの強度は強いが範囲が限定される。一方、高高度核爆発であれば広範囲に影響が出るが、その範囲のほとんどで強度は弱い。
電磁パルスは、ケーブル・アンテナ類に高エネルギーのサージ電流を発生させ、それらに接続された電子機器などに流れる過剰な電流によって、半導体や電子回路に損傷を与えたり、一時的な誤動作を発生させる。軍事用の電子装置には、金属箔などでケーブルをシールドする、過負荷が予想される箇所に半導体の代わりの真空管を使うなど、電磁パルスに対する防護措置がされているものもある。特に、爆撃機や核ミサイルは、自らの発射した核爆弾や、同じ目標に先行する核爆弾に破壊されないよう、防護措置がされていることが多い。
原理的には、核爆発を起こさなくとも、コンデンサなどを使い電磁パルスを発生させることが可能である。そのため、非破壊・非殺傷兵器として敵の電子装備を麻痺させるEMP爆弾などが考案されているが、21世紀初頭の技術では核爆発によるものと違って小さな規模の電磁パルスしか発生できず、有効半径はせいぜい100 m程度だと言われている。なおアメリカ軍が開発を進めているとされるが、公式には実用化されていない。

## 高度別EMP
| 爆発分類 | 高度     | 発生機構           | 電界強度 | 到達範囲 | 周波数範囲   |
| -------- | -------- | ------------------ | -------- | -------- | ------------ |
| 高々度   | >40km    | 地磁気の影響       | 50kV/m   | 大       | DC - 数10MHz |
| 高度     | 2 - 20km | 空気密度の非対称性 | 10kV/m   | 中間     | 1MHz以下     |
| 地表     | 0 - 2km  | 空/地面の非対称性  | 100kV/m  | 局地的   | 1MHz以下     |

雷の場合は周波数は1MHz以下で電界強度は10 - 数100kV/m程度である。パルスの立ち上がりは高高度核爆発の3桁ほど遅い。

## 一般的な特性
電磁パルスは電磁エネルギーの瞬間的なバーストによって引き起こされる。その持続時間が短いため、ある周波数の範囲で伝搬すると考えることができる。
電磁パルスは以下によって種類分けすることができる。
- エネルギーの種類 (電磁波、電場、磁場、電気伝導)。
- 周波数の範囲またはスペクトル。
- パルス波形：形状、持続時間、振幅。

これらの内最後の二つ、つまり周波数の範囲あるいはスペクトルとパルス波形はフーリエ変換を介して相互に関係しているため、同じパルスを記述する2つの異なる方法と見なすことができる。

### エネルギーの種類
電磁パルスのエネルギーは以下の４つの形態で伝搬される。
- 電場
- 磁場
- 電磁波
- 電気伝導

電磁エネルギーのほとんどの形態のパルスは常にほかの形態のパルスを伴うが、類型的なパルスでは一つの形態が支配的になる。一般的には長距離では電磁波のみが作用し、他は短距離でのみ作用する。ただし太陽フレアなどの例外もある。

### 周波数の範囲
電磁エネルギーのパルスはDC(振動数ゼロ）から発信源の上限値までの多くの周波数が含まれている。電磁パルスとして定義される範囲は非電離放射線（赤外線、可視、紫外線）および電離放射線（X線およびガンマ線）範囲を除く。いくつかのタイプの電磁パルスは雷や閃光などの余波を残すがこれは空気を流れる電流による副作用であり、電磁パルスそのものの一部ではない。

### パルスの波形
パルスの波形は、その瞬間での振幅（電場の強さまたは電流）が時系列的にどのように変化するかを記述するものである。 実際のパルスはかなり複雑になる傾向があるので、単純化されたモデルがしばしば用いられる。 そのようなモデルは基本的にダイアグラム（線図）または数学的方程式のいずれかで示される。
| 方形波パルス | 二重指数(臨界減衰)パルス | 減衰正弦波（減衰振動(不足減衰)）パルス |

ほとんどの電磁パルスは非常に鋭い尖りを持ち、素早く最大レベルの振幅まで達する。古典的なモデルは急峻に上昇し、急速にピークに達し、その後ゆっくりと減衰する二重指数曲線である。しかしながら制御されたスイッチング回路からのパルスはしばしば矩形（方形）または「正方形」パルスの形態に近似する。またデジタルクロック回路などのパルス列では、波形は規則的な間隔で繰り返される。
人為的な電磁パルス発生では通常、発信源と被害装置の間のカップリング（英語版）（容量性カップリングなど）のために被害装置に適応する信号を発信する。カップリングは通常、比較的狭い周波数帯域で最も強く発生し、被害装置に特徴的な減衰正弦波（減衰振動）信号をもたらす。視覚的には一般的な減衰振動（不足減衰）と同様に正弦波を描きながら指数関数的に減衰する。減衰正弦波パルスは典型的には、カップリングの伝達特性のために以前のパルスよりもはるかに低いエネルギーと狭い周波数での伝搬という特徴を持つ。実際に電磁パルステスト装置は高エネルギーの脅威的なパルスを再現しようとするのではなく、これらの減衰正弦波を直接注入することがよくある。

### 影響
軽度な電磁パルス、特にパルス列は低レベルの電気的ノイズまたは干渉を引き起こし、影響を受けやすい機器の動作に影響を与える。 
1859年の太陽嵐では、ヨーロッパおよび北アメリカ全土の電報システムが停止、電信用の鉄塔から火花が発生するなどの被害が発生した。また20世紀半ばの一般的な問題としてガソリンエンジンの点火システムによって引き起こされる干渉がある。これはラジオにぱちぱちと音を鳴らし、テレビのスクリーン上にストライプを表示させた。 そのため国によっては車両メーカーに対して干渉低減抑制システムに適合させるための法律が導入された。
高電圧の電磁パルスでは火花を誘発させることがある。例えばガソリンエンジン車に燃料を供給する際に静電気放電から生じることがある。このような火花は気化した燃料によって爆発を引き起こすことが知られており、それらを防ぐために予防措置を講じなければならない。
エネルギーの大きい電磁パルスは被害装置に大きな電流や電圧を誘発させ、その機能を一時的に中断させたり、破壊することができる。
落雷のような非常に大きな電磁パルスでは加熱効果や電流によって生成された非常に大きな磁場の破壊的効果のどちらかによって、樹木、建物および航空機などの物体に直接損傷を与えることもできる。 間接的な影響としては加熱による電気火災である。ほとんどの構造物およびシステムの設計には、雷に対する何らかの形の保護を必要とする。